# John L. Pennington

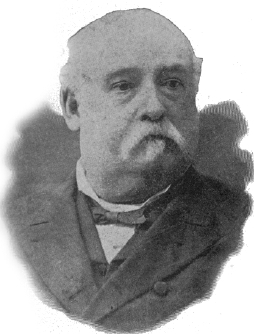
John L. Pennington

John L. Pennington (* um 1821 in New Berne, Wake County, North Carolina; † 11. Juli 1900 in Anniston, Alabama) war ein US-amerikanischer Politiker und von 1874 bis 1878 der 5. Gouverneur des Dakota-Territoriums.

## Frühe Jahre
Das genaue Geburtsdatum von Pennington ist unbekannt. Zwei Quellen geben das Jahr 1821 als Geburtsjahr an, während die North Dakota Historical Society vom Jahr 1829 ausgeht. Sicher ist der Geburtsort New Berne in North Carolina. Dort besuchte Pennington auch die örtlichen Schulen. Es gibt keine Belege für eine weitergehende Schulbildung. Die meiste Zeit seines Lebens war er im Pressewesen als Zeitungsverleger tätig. In Raleigh in North Carolina absolvierte er eine Lehre bei der Zeitung „Raleigh Star“. In den Jahren 1856 und 1857 gründete er eigene Zeitungen in Columbia in South Carolina und in Raleigh. Während des Amerikanischen Bürgerkriegs blieb er im Süden, unterstützte aber den Norden. Nach dem Bürgerkrieg kam Pennington als so genannter Carpetbagger nach Alabama. Als Mitglied der Republikanischen Partei war er bis 1873 Mitglied des Repräsentantenhauses von Alabama. Am 1. Januar 1874 wurde Pennington von Präsident Ulysses S. Grant zum neuen Gouverneur des Dakota-Territoriums ernannt.

## Territorialgouverneur
John Pennington übte sein neues Amt bis zum Jahr 1878 aus. In dieser Zeit wurde das Land von einer Heuschreckenplage heimgesucht. Der Gouverneur lehnte aber eine finanzielle Unterstützung der betroffenen Farmer durch den Staat ab, weil er die Auswirkungen der Plage unterschätzte. Das andere zentrale Thema seiner Amtszeit waren Goldfunde in den Black Hills. Dieses Gebiet war eigentlich den Sioux-Indianern versprochen und weißen Siedlern war gesetzlich das Betreten der Region untersagt. Trotzdem strömten viele Glücksritter in das den Indianern heilige Gebiet. Unterstützt wurden sie dabei von einer militärischen Expedition unter George A. Custer, der 1874 militärisch in die Black Hills vordrang und das Land für die Goldgräber widerrechtlich öffnete. Zwischenzeitlich forderten die neuen Siedler sogar die Abspaltung ihres Gebiets und die Gründung eines neuen Staates unter dem Namen „Lincoln“. Diesen Plan konnten sie aber nicht durchsetzen. Pennington war als Gouverneur nicht besonders beliebt und als negative Berichte über ihn den Präsidenten Rutherford B. Hayes erreichten, wurde Pennington im Jahr 1878 abgelöst.

## Weiterer Lebenslauf
Nach seiner Entlassung wurde Pennington von seinem Nachfolger William Alanson Howard zum Finanzminister des Territoriums ernannt. Im Jahr 1885 gründete er in Yankton die Zeitung „Weekly Telegram“. Im Jahr 1883 war er Delegierter auf der verfassungsgebenden Versammlung von South Dakota in Sioux Falls. Dort war er gegen die Aufteilung des Territoriums in die zwei Staaten North und South Dakota. Mit dieser Meinung konnte er sich aber nicht durchsetzen. Im Jahr 1891 verließ er Yankton und South Dakota. Er ging wieder in die Südstaaten, wo er wieder seiner journalistischen Tätigkeit nachging. John Pennington starb im Juli 1900 in Alabama.